# Johann Heinrich von Salis-Zizers
Graf Johann Heinrich von Salis-Zizers (* 20. November 1805; † 3. Juni 1858) war k.u.k. Feldmarschallleutnant und zuletzt Chef des Infanterie-Regiments Nr. 25.

## Herkunft
Seine Eltern waren der Graf und sizilianische Feldmarschallleutnant Franz Simon von Salis-Zizers (1770–1845) und dessen Ehefrau Josepha Petterelli aus dem Haus Schweiningen (Savognin) († 21. Januar 1800).

## Leben
Er ging 1822 in französische Dienste und kam dort in das 1. Schweizer Garde-Regiment. Nach der Julirevolution von 1830 wurden die Schweizer Regimenter aufgelöst und Salis ging als Generalstabshauptmann in päpstliche Dienste.
Er ging 1834 in österreichische Dienste in das Infanterie-Regiment Nr. 9, dessen zweiter Inhaber sein Onkel Rudolf von Salis-Zizers  war. Er wurde als Kapitän-Lieutenant übernommen und wechselte einen Monat später in das Infanterie-Regiment Erzherzog Karl und wurde dort 1837 Hauptmann. Aber 1839 wechselte er als Major in parma’sche Dienste, 1842 gingen die herzoglichen Truppen in österreichischen Dienste, so auch Salis, der 1844 zum Oberstleutnant im Infanterie-Regiment Nr. 51 befördert wurde. Bereits 1845 wurde er dort Oberst.
Er kämpfte mit Auszeichnung mit dem Regiment 1848 in Italien und wurde noch 1848 als zweiter Oberst in das Infanterie-Regiment Nr. 32 versetzt. Es stand in Parma und Modena. Am 18. Juli 1848 wurde er Regimentskommandeur, als der bisherige Oberst Castelletz zum Generalmajor befördert wurde.
1849 kam er dann als Generalmajor und Brigadier in das 6. Armeekorps und wurde 1851 in das 3. Armeekorps nach Brünn versetzt. Im Jahr 1854 wurde er zum  Feldmarschall-Lieutenant und Divisionär im 4. Armeecorps ernannt. Nach dem Tod des Feldzeugmeisters Wocher wurde er 1858 Chef des Infanterie-Regiments Nr. 25. Er starb überraschend im Juni 1858.

### Auszeichnungen
- Ritter des Ordens der Eisernen Krone 3. Klasse
- Besitzer des Militär-Verdienstkreuzes
- Ritter des russischen Stanislaus Ordens 1. Klasse
- Kommandeur des St. Georg und Constantin-Ordens
- Ritter des päpstlichen Gregor-Ordens

## Familie
Salis-Zizers heiratete am 23. Oktober 1838 seine Cousine, die Gräfin Marie Therese von Salis-Zizers (* 7. Oktober 1815; † 24. April 1876). Das Paar hatte einen Sohn und vier Töchter:
- Maria Gabriela (* 10. Februar 1841)
- Maria Faustine Henriette (* 8. August 1843; † 1918)
- Maria Louise Henriette (* 3. Oktober 1844)
- Maria Emilie Lucretia (* 7. September 1847)
- Anton Wilhelm (* 3. Dezember 1849; † 28. Dezember 1907) ⚭ Gräfin Maria Leopoldine Hedwig von Schaffgotsch (* 4. Juli 1853; † 25. März 1932)